# Festival Internacional de Cinema de Berlim 1975
A 25ª edição anual do Festival Internacional de Cinema de Berlim foi realizado entre os dias 27 de junho a 8 de julho de 1975. O Urso de Ouro foi concedido ao filme húngaro Örökbefogadás, dirigido por Márta Mészáros.

## Júri
As seguintes pessoas foram anunciados como jurados do festival:
- Sylvia Syms (chefe do júri)
- Ottokar Runze
- Henry Chapier
- Else Goelz
- Albert Johnson
- Rostislav Yurenev
- João Carlos Martins
- Sukhdev Sandhu

## Filmes em competição
Os seguintes filmes competiram pelo prêmio Urso de Ouro:
| † | Vencedor do prêmio principal de melhor filme em sua seção |
| Título                                                | Diretor(es)                                         | País            |
| ----------------------------------------------------- | --------------------------------------------------- | --------------- |
| Bilans kwartalny                                      | Krzysztof Zanussi                                   | Polônia         |
| Comedie fantastica                                    | Ion Popescu-Gopo                                    | Romênia         |
| Dar Ghorbat                                           | Sohrab Shahid-Saless                                | Irã             |
| Dupont Lajoie                                         | Yves Boisset                                        | França          |
| Eiszeit                                               | Peter Zadek                                         | Alemanha        |
| Gangsterfilmen                                        | Lars G. Thelestam                                   | Suécia          |
| Il piatto piange                                      | Paolo Nuzzi                                         | Itália          |
| Jakob der Lügner                                      | Frank Beyer                                         | Alemanha        |
| John Glückstadt                                       | Ulf Miehe                                           | Alemanha        |
| Kdo hledá zlaté dno                                   | Jiří Menzel                                         | Checoslováquia  |
| La casa grande                                        | Francisco Rodríguez Fernández                       | Espanha         |
| La prima volta sull'erba                              | Gianluigi Calderone                                 | Itália          |
| La' os være                                           | Lasse Nielsen · Ernst Johansen                      | Dinamarca       |
| Lily, aime-moi                                        | Maurice Dugowson                                    | França          |
| Love and Death                                        | Woody Allen                                         | Estados Unidos  |
| Örökbefogadás                                         | Márta Mészáros                                      | Hungria         |
| Out of Season                                         | Alan Bridges                                        | Reino Unido     |
| Overlord                                              | Stuart Cooper                                       | Reino Unido     |
| Posse                                                 | Kirk Douglas                                        | Estados Unidos  |
| Samna                                                 | Jabbar Patel                                        | Índia           |
| Sandakan hachiban shōkan: Bōkyō                       | Kei Kumai                                           | Japão           |
| SSS                                                   | Václav Bedřich                                      | Checoslováquia  |
| Sto dney posle detstva                                | Sergei Solovyov                                     | União Soviética |
| Strast                                                | Aleksandar Ilić                                     | Iugoslávia      |
| Zwaarmoedige verhalen voor bij de centrale verwarming | Nouchka van Brakel · Ernie Damen · Bas van der Lecq | Países Baixos   |

## Prêmios
Os seguintes prêmios foram concedidos pelo júri:
- Urso de Ouro: Örökbefogadás de Márta Mészáros
- Urso de Prata — Grande Prêmio do Juri:
  - Dupont Lajoie de Yves Boisset
  - Overlord de Stuart Cooper
- Urso de Prata de Melhor Diretor: Sergei Solovyov por Sto dney posle detstva
- Urso de Prata de Melhor Atriz: Kinuyo Tanaka em Sandakan hachibanshokan bohkyo
- Urso de Prata de Melhor Ator: Vlastimil Brodský em Jakob der Lügner
- Urso de Prata de melhor excelência artística: Woody Allen por Love and Death
- Prêmio FIPRESCI
  - Far from Home de Sohrab Shahid-Saless